# Thomas Girst
Thomas Girst, né le 4 juillet 1971 à Trèves, est un écrivain allemand et manager dans le domaine culturel.

## Biographie
Girst obtient le diplôme de l'école secondaire à Liverpool (New York) et passe le bac à Sarrebruck par la suite. Il poursuit des études d’histoire de l’art, de civilisation américaine et de littérature contemporaine allemande à l’université de Hambourg où il obtient le titre de doctorat. De 1993 à 1994 il contribue à l’index des images auprès du Warburg-Haus (de) à Hambourg. De 1995 à 2003, il réside à New York, d’abord en tant qu’étudiant boursier du service allemand d'échanges universitaires (DAAD) à l’université de New York et à l’Institut des beaux-arts. À partir de 1998, il travaille en tant qu’assistant de recherche chez Achim Moeller Fine Art.
En 2000 il occupe le poste de responsable de recherche à l'Art Science Research Laboratory auprès de Stephen Jay Gould (université Harvard). Depuis 2003, il dirige le département d’engagement culturel du groupe BMW de Munich. En 2008 et 2009 il a été nommé « manager de la culture de l’année ».
En 1992, il co-fonde et édite jusqu’à 2003, avec Jan Wagner, l'Außenseite des Elementes, l’anthologie internationale de la prose, poésie, illustration et de l’art contemporain. Il a été commissaire de nombreuses expositions, telles que celle Charles Henri Ford (en) à la Scene Gallery à New York et Marcel Duchamp au Lenbachhaus à Munich.

### Enseignement universitaire
Girst est maître de conférences à la faculté d'histoire et d’histoire de l’art de l'université Louis-et-Maximilien de Munich et professeur associé à l’Académie des beaux-arts de Munich ainsi qu'à l’École supérieure des sciences appliquées de Zurich.

### Implication dans les institutions culturelles
De 2005 à 2009 il a été membre du directoire du cercle d’études du sponsoring culturel de BDI Berlin[Quoi ?]. Par ailleurs il est membre du directoire de Spielmotor e.V., Munich, membre du comité de la littérature du Cercle culturel de l’économie allemande (Kulturkreis der Deutschen Wirtschaft) auprès de BDI ainsi que membre du directoire de l’Association des amis du musée de l’architecture de l’université technique de Munich. Depuis 2012 il est l’ambassadeur culturel de la manufacture de porcelaine de Nymphenburg.

## Publications (Sélection)
Entre 2000 et 2003, il travaille en tant que chroniqueur et correspondant culturel de la TAZ[Quoi ?]. Depuis 1995 il rédige de nombreux articles scientifiques et journalistiques, ainsi que des essais culturels, artistiques et économiques (Amerasia Journal, Tate Modern, Kunsthalle Schirn, ICA, ZKM Karlsruhe, The Andy Warhol Foundation, Staatliches Museum Schwerin, Art in America, Frieze, Sotheby’s, The Art Newspaper, FAZ, Art, NYArts, Financial Times, Frankfurter Rundschau, SZ-Magazin, Welt, Wirtschaftswoche...).
- Aftershock: The Readymade in Postwar and Contemporary American Art, New York: Dickinson, 2003 (avec Francis M. Naumann)  (ISBN 978-1885013354)
- Martin Eder: Die kalte Kraft, Ostfildern: Hatje Cantz, 2004,  (ISBN 978-3-7757-1474-7)[11]
- The Indefinite Duchamp, Ostfildern: Hatje Cantz, 2013,  (ISBN 978-3-7757-3414-1)[11]
- The Duchamp Dictionary, Londres & New York: Thames and Hudson, 2014,  (ISBN 9780500239179)[12]
- Art, Literature, and the Japanese American Internment, Francfort & New York: Peter Lang, 2015[13]
- 100 Secrets of the Art World, Londres : Koenig, 2016 (avec Magnus Resch),  (ISBN 978-3863359614)[14]
- Alle Zeit der Welt, München : Hanser, 2019  (ISBN 978-3446261877) (allemand, italien, coréen)[15]
- Esther Mahlangu : To Paint is in my Heart, Londres et New York : Thames and Hudson, 2024  (ISBN 978-0500028124) (avec Azu Nwagbogu, Hans Ulrich Obrist)[16]